# Rilhac-Xaintrie
Rilhac-Xaintrie är en kommun i departementet Corrèze i regionen Nouvelle-Aquitaine i de centrala delarna av Frankrike. Kommunen ligger  i kantonen Saint-Privat som tillhör arrondissementet Tulle. År 2022 hade Rilhac-Xaintrie 306 invånare.

## Befolkningsutveckling
Antalet invånare i kommunen Rilhac-Xaintrie
Referens:INSEE